# El último rey
El último rey est une série télévisée biographique produite par Televisa et diffusée entre le 14 mars 2022 et le 10 juin 2022 sur la chaîne Las Estrellas,.
Il est basé sur le livre non autorisée du même nom que la journaliste Olga Wornat a écrit sur la vie de Vicente Fernández.

## Distribution
- Iliana Fox : María Abarca de Fernández
- Pablo Montero : Don Vicente Fernández
- Alejandro Sandi : Federico Almada
- Sara Corrales : Patricia Rivera
- Ivan Araña : Vicente Fernandez Jr.
- Jesus Moré : Gerardo Fernandez
- Angélica Aragón : Doña Delia Muñóz
- Antonio López : Don Ramón Fernández
- Emilio Osorio : Alejandro Fernández (jeune)
- Vince Miranda : Alejandro Fernández (adulte)
- César Évora : Commandante Francisco Manjarrez

## Production

### Développement
Un mois après la mort de Vicente Fernández en décembre 2021, la série a été annoncée par TelevisaUnivision le 13 janvier 2022 après avoir conclu un accord avec Editorial Planeta pour acquérir les droits du livre,.
Quelques jours plus tard, il a été annoncé que Juan Osorio avait été choisi pour produire la série.
La série a été renouvelée pour une deuxième saison qui a été créée le 16 mai 2022.

### Controverse
Le 11 mars 2022, trois jours avant la date prévue de la première de la série, il a été annoncé qu'un juge fédéral avait ordonné la suspension de la diffusion de la série, après que la famille de Vicente Fernández a dénoncé que Grupo Televisa encourait des violations de non-relations contractuelles, droits de marque, utilisation abusive d'un nom artistique réservé devant l'Institut national du droit d'auteur (INDAUTOR) et l'institut mexicain de la propriété industrielle (IMPI) ; concurrence déloyale, entre autres raisons, en plus d'informer l' Institut fédéral des télécommunications(IFT) afin que, dans le cadre de sa juridiction, il n'autorise pas la diffusion dudit contenu ou que Grupo Televisa utilise la concession accordée par l'État mexicain pour diffuser le matériel enregistré,,.
Le jour suivant, TelevisaUnivision a allégué que la compagnie n'avait reçu aucune notification judiciaire interdisant la diffusion de la série et continuerait à diffuser la série,. 

## Épisodes
1. El secuestro del Vicente Jr.
2. Prueba de vida
3. Don Vicente Amenaza a Manjarrez
4. Solo vas a ser conocido en tu casa
5. Mon fiel compañera
6. Vivir bajo tu sombra
7. Fuerza para resistir
8. Don Vicente Busca a Vicente Jr.
9. Manjarrez es Asesinado
10. No hay mayor dolor que perder a un hijo
11. El Sol siempre sale para todos
12. Sanar heridas
13. No soy feliz
14. Expiación
15. Don Vicente Descubre la Verdad de Manjarrez
16. Arrancar las Broncas
17. Infidelidades
18. Tu grave error es callar
19. Con cada película, una nueva conquista
20. Sacar los trapitos al sol
21. Comenzar una nueva etapa
22. No puedes negar tus raíces
23. Atrapado entre dos amores
24. Pagar tu penitencia
25. Nosotros somos tierra
26. Los que se nos van, siempre nos esperan
27. No somos iguales
28. Atenerse a las consecuencias
29. Llegó la hora de decir adiós
30. Que descanse en paz

## Diffusion
- Las Estrellas (2022)

### Sources
- (es) Cet article est partiellement ou en totalité issu de l’article de Wikipédia en espagnol intitulé « El Último Rey » (voir la liste des auteurs).